# Hegemonía Andina
A Hegemonía Andina refere-se a um período histórico na Venezuela que começou em 23 de outubro de 1899 com o triunfo da Revolução Liberal Restauradora de Cipriano Castro e terminou com o golpe de Estado de 18 de outubro de 1945 contra o presidente Isaías Medina Angarita.
Esse período é caracterizado pelo predomínio quase total de militares dos Andes venezuelanos, especialmente do Estado de Táchira. Nessa época foram descobertas as enormes jazidas de petróleo do país, o que teve um grande impacto na economia venezuelana. Durante o governo de Juan Vicente Gómez, as Forças Armadas da Venezuela foram institucionalizadas, o que significou o fim das guerras civis venezuelanas.